# Контрабанда
Контрабанда је рок група из Панчева чији су покретачи браћа Владимир (вокал) и Бранислав Радовановић (гитара, вокал).

## Историја

### Настанак
Група је настала еволуцијом неколико панчевачких омладинских састава с краја осамдесетих. Одласком комплетне поставе групе Boogers у JНА, Владимир Радовановић се, на позив млађег брата, придружује групи Далтони. Под именом Ла банда (скраћено од “весела банда”), формирана је нова постава која наставља с извођењем репертоара обе групе. Састав дебитује на Панчевачкој гитаријади 1989. на којој осваја награду публике. Већ наредне године, група осваја награду жирија. Због вулгарних текстова и скидања на бини као уобичајеног дела перформанса, свој оригиналан музички правац дефинисали су као "порно–вуду рокенрол". Из овог периода истичу се песме Без њене кеве нема добре шеве, Беба фризерка... Нарочито запажен успех Ла банда је забележила у Новом Саду где је наступила као предгрупа Октобра 1864. Њихов менаџер Мирсад Кријешторац, импресиониран оригиналним сценским наступом и одличним звуком, помогао је групи да изради прве демо снимке. Током 1990. године, у београдском студију Академија, с Гораном Томановићем, гитаристом група Октобар 1864 и Браћа Лефт, снимили су песме Жеља и Кева које доспевају на високе позиције радијских листа. Група је од сарајевске издавачке куће Дискотон добила уговор за снимање плоче, али се сарадња није остварила услед избијања грађанског рата на територији бивше Југославије. 

### Прва фаза рада (1991—1996)
Од 1991. године наступају под именом Контрабанда. Група прави известан стилски заокрет – од сценске појаве (стајлинг за наступе, промотивне фотографије и спотове осмишљава награђивана креаторка алтернативне моде, Наташа Шарић) до самог квалитета звука. Напуштају тинејџерски панк и окрећу се нешто рафиниранијем хард-року. У новосадском студију До-Ре-Ми, Контрабанда 1992. године снима деби-албум. Међутим, како чланови групе нису били задовољни резултатом, албум никада није објављен. У Контрабанду је 1992. године дошао гитариста Владимир Крушка, док су ритам секцију 1993. попунили некадашњи чланови панчевачких гаражних бендова Нова Америка и Хаос - Владимир Недељковић-Зонтаг (бас гитара) и Душан Гњидић (бубњеви) чиме је група добила коначан облик. Током 1993. године, Контрабанда се појавила на бројним наступима у Београду, на елитним местима за рок-музичаре попут КСТ-а или у оквиру серије концерата Брзи бендови Србије (СКЦ). Пажњу на себе скретали су тврдим гитарским звуком и провокативним наступима. Међу наступима посебно се издвојио концерт у београдском Дому омладине када су чланови групе на сцену изашли наги, огрнути само бадемантилима. Током зиме 1994. и 1995. године, Контрабанда је ушла у београдски студио Го-Го где је изнова снимила деби албум. Продукцију су потписали власник студија Горан Костић и Воја Аралица. Контрабанда је на албуму понудила песме настале током претходних година рада представивши модернизовано виђење светске рок сцене седамдесетих настале на ритам и блуз традицији. Аутор већине текстова на плочи био је Слободан Симојловић, дугогодишњи сарадник групе. Материјал је снимљен у време када је за нову групу у санкцијама разореној Југославији било готово немогуће да објави ЦД издање. Верујући у снимљени материјал, један од продуцената, Горан Костић, пристао је да Контрабанди објави албум основавши тим поводом издавачку кућу Go-Go Records. Албум је, под насловом Лаку ноћ, децо коначно објављен 1997. године као ЦД и касетно издање.

### Друга фаза рада (1997—2000)
Годину која је претходила објављивању првог албума Контрабанде обележиле су и персоналне промене. У септембру 1996. из групе су отишли Недељковић (заменио га је Игор Михајловић-Деба) и Крушка (заменио га је Бранислав Глуваков-Тубаћин). Спот за први сингл Мађионичар, у режији Слободана Симојловића, завртео се у јеку грађанских протеста у Србији, а песма је емитована и у популарној политичкој емисији Утисак недеље. Спот за наредни сингл, песму Зид, такође у Симојловићевој режији, снимљен је неколико месеци касније. Захваљујући познанству и сарадњи с Динком Туцаковићем, београдска промоција албума Лаку ноћ, децо одржана је 8. априла 1997. године у Музеју југословенске кинотеке где је приказан документарни филм о Контрабанди под називом Рок крај Тамиша након чега је уследио кратак наступ. Контрабанда је за публику у Панчеву албум промовисала 16. јуна 1997. великим бесплатним концертом на отвореном. Концерт је организован на великој бини пред више од 3.000 посетилаца, уз директан пренос РТВ Панчево. Пет дана касније, Контрабанда је наступила као предгрупа саставу Деца лоших музичара у пуној башти београдског СКЦ-а.
Највећу медијску подршку албуму Контрабанда је добила на Студију Б и од стране рок часописа Укус несташних. Крајем 1997. и током 1998. године, заједно су промовисали албум и 10. број часописа широм Србије, углавном на клупским свиркама. Контрабанда је током трајања те мини-турнеје одсвирала 35 концерата. По завршетку турнеје, бенд се повлачи и уобличује материјал за наредни албум. Почетком 1999. године, Контрабанда објављује свој други албум Не могу да се навикнем! који су у студију Го-Го снимили за четири дана. Највећи део материјала компоновали су Бранислав Радовановић и Бранислав Глуваков. Продукцију је потписао Која из Дисциплине кичме, а као гости појавили су се Вуду Попај (вокал у композицији Летећи циркус) и рок критичар, њихов суграђанин, Иван Ивачковић (даире у композицији Мој свет). Други албум групе објављен је као ЦД за издавачку кућу Tom-Tom Music месец дана уочи НАТО бомбардовања због чега је готово у потпуности изостала медијска подршка. Наредне године, албум је лиценцно објавила словеначка издавачка кућа Винилманиа која је Контрабанди, уз подршку толминске групе Родољубац, организовала турнеју по Словенији. Била је то највећа словеначка турнеја српског састава након рата и, у оквиру ње, Контрабанда је одржала седам клупских наступа у Толмину, Чрномељу, Идрији, Љубљани, Цељу, Марибору и Шкофјој Локи, а у Новој Горици Контрабанда је, уз још неколико група, одржала велики концерт на отвореном. У међувремену, Игора Михаловића-Дебу на бас гитари заменио је Ненад Пандуров. Бранислав Радовановић се, током овог периода, упустио у режирање видео–спотова и краткометражних филмова, те је снимио спотове за синглове Име и Хероји су на продају. Контрабанда је 8. децембра 2000. наступила у новобеоградској Хали спортова као предгрупа КУД Идијотима на њиховом првом послератном гостовању у Србији. Убрзо потом, група је спонтано престала са радом.

### Трећа фаза рада (2005—2008)
Након неколико година паузе, Бранислав Радовановић окупио је нову поставу Контрабанде која је током 2005. у београдском студију Го-Го и, с продуцентом Владимиром Никићем, снимила нов материјал под називом Човек, држава, handycam. Вокалне дужности на плочи, по први пут, делили су Ђенка и Бане, док је једну песму отпевао Слободан Симојловић који је поново потписао део текстова. Остатак бенда чинили су потпуно нови чланови: Ненад Јаковљевић (programming, гитара), Драган Домазетовски-Доме (бас гитара), Бојан Ивковић (бубњеви), Раде Поповић (соло гитара) и Светомир Броћић (труба). На плочи су гостовали: Звонимир Ђукић-Ђуле (Van Gogh), Васил Хаџиманов, некадашњи гитариста Бане Глуваков-Тубаћин, Вуду Попај и други. Албум је објавио ПГП-РТС. Београдска промоција одржана је 5. децембра 2006. у галерији Озон где је бенд извео неколико песама и где је премијерно приказан други спот, за сингл Перо. Албум је најчешће промовисан заједно с филмом Напад на станицу Експрес који је Бранислав Радовановић режирао заједно с Вуду Попајем. Филм је у Београду приказан у Дому културе Студентски град 23. новембра 2007. након чега је Контрабанда наступила у холу испред Мале сале. Албум је у Панчеву промовисан 12. априла 2008. у фоајеу Културног центра Панчева. Као гости, наступили су група Исказ, Вуду Попај и женски панк састав Вибратор у рикверц (чији је Радовановић покретач и менаџер) с обрадама раних радова Ла банде.

### Обнављање активности (2016—данас)
Контрабанда је 12. марта 2016. године обележила 25 година постојања концертом у панчевачкој дворани Аполо. Концерт је био подељен на три сегмента и група је свирала материјал из свих фаза рада. Повод за концерт био је одлазак певача Ђенке у САД. Група је наступила у саставу: Ђенка (вокал), Бранислав Радовановић (ритам гитара, вокал), Душан Гњидић (бубњеви), Милан Деспотовски-Цезар (бас гитара) и Игор Митић (соло гитара). Некадашњи гитариста Контрабанде Бранислав Глуваков-Тубаћин придружио се бенду у извођењу неколико песама.

## Дискографија
- Лаку ноћ, децо (1997) (Go-Go records)
- Не могу да се навикнем! (1999) (Tom-Tom music)
- Човек, држава, handycam (2006) (ПГП-РТС)